# والدکیرشن (زاکسونی)
والدکیرشن (به آلمانی: Waldkirchen/Erzgeb.) یک منطقهٔ مسکونی در آلمان است که در گرونهاینایشن واقع شده‌است. والدکیرشن  ۱٬۱۸۵ نفر جمعیت دارد.

## نگارخانه

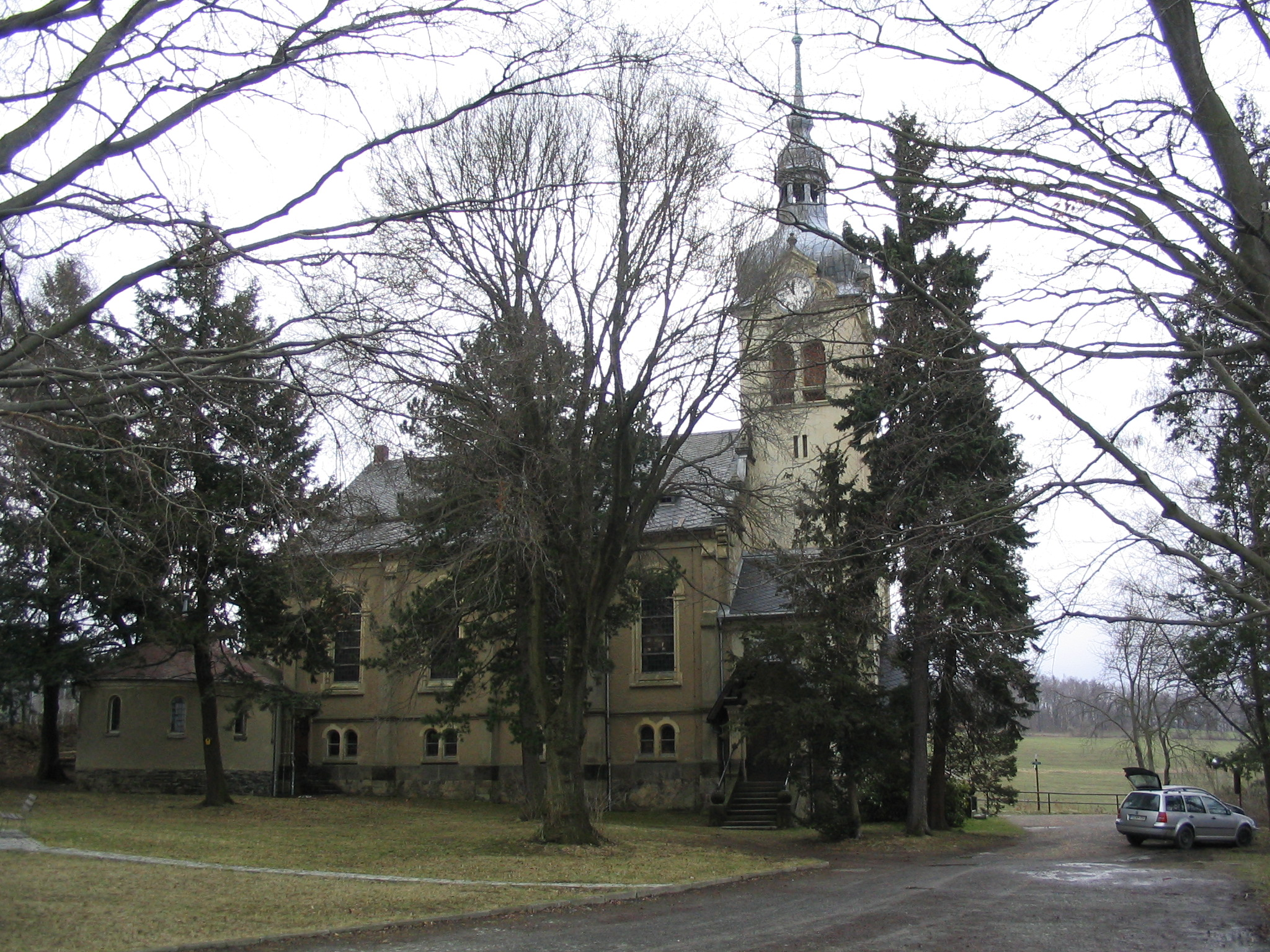
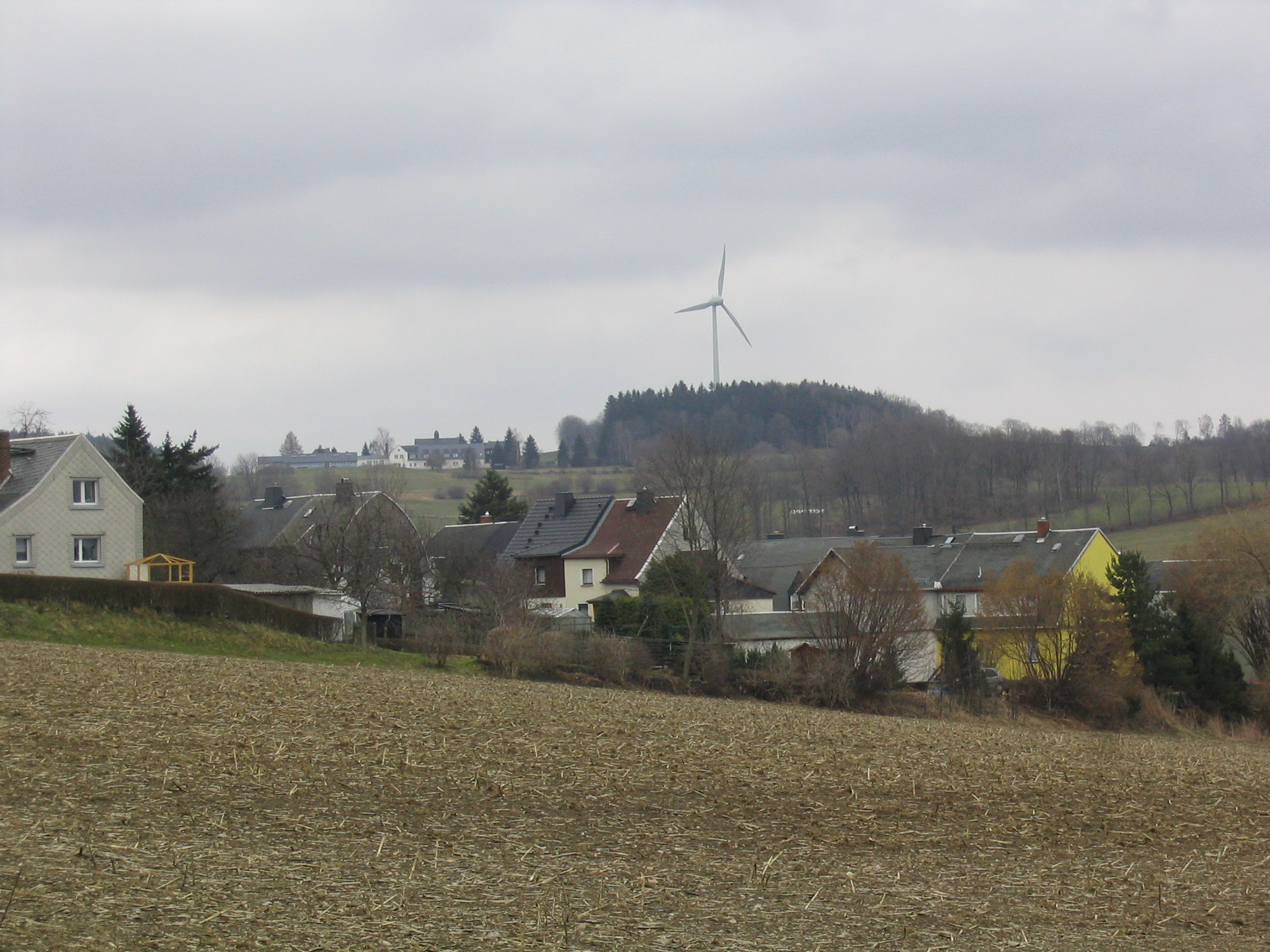
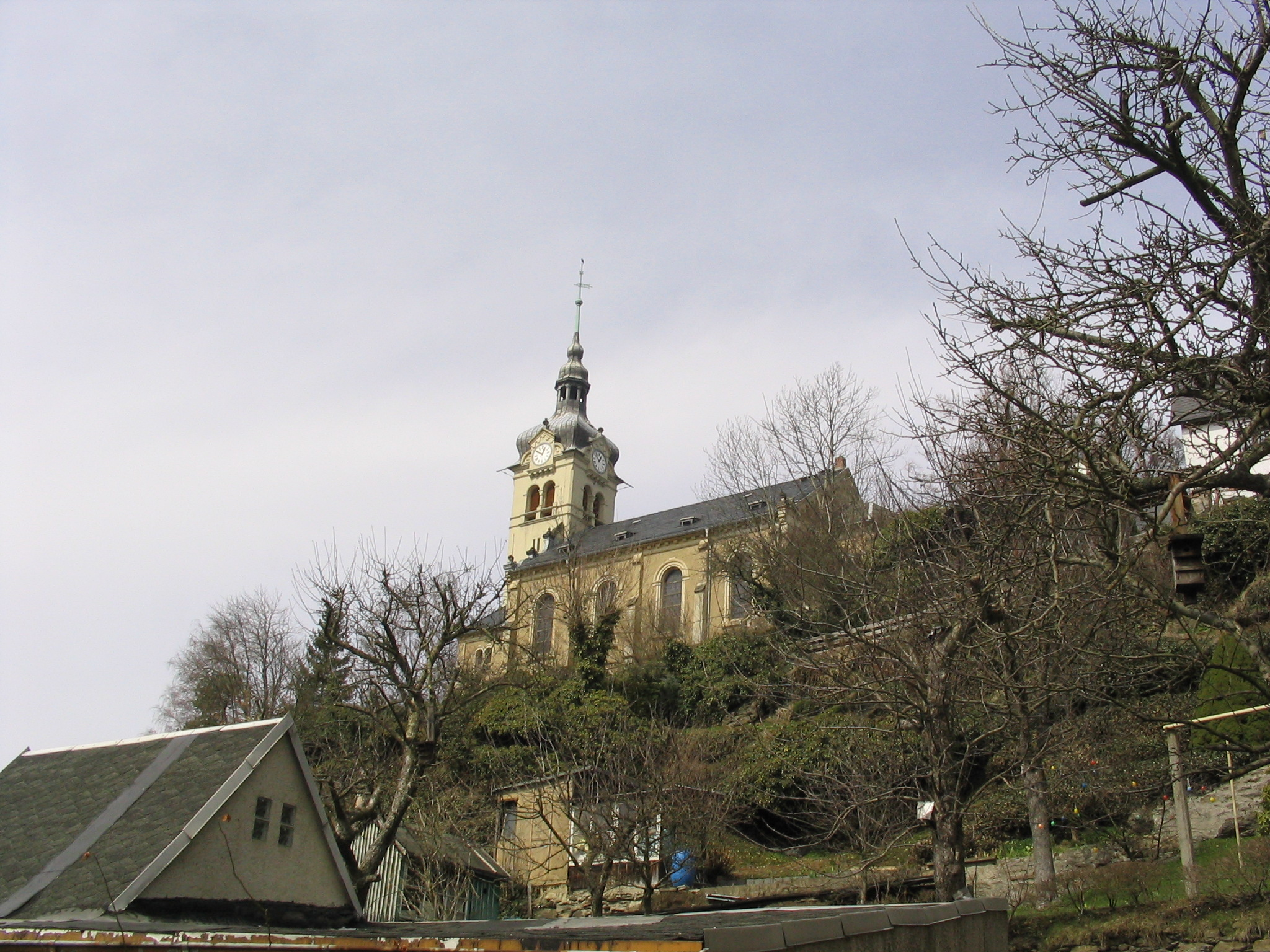
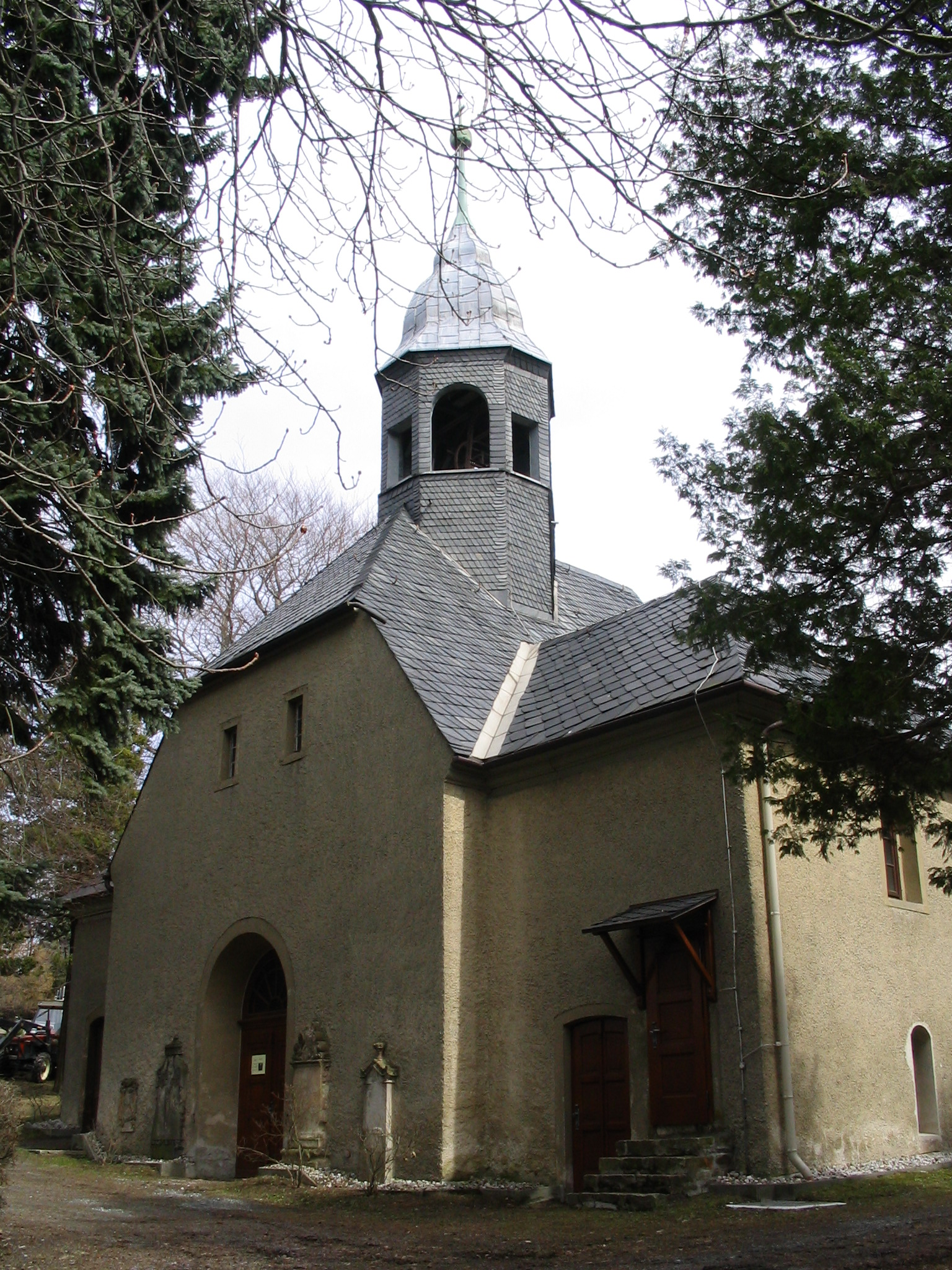